# Agustín de Zárate
Agustín de Zárate (Valladolid, 1514 - 1585) fue un administrador, cronista, e historiador español. Recogió mucha información respecto a la historia del Virreinato del Perú.

## Biografía

### En América

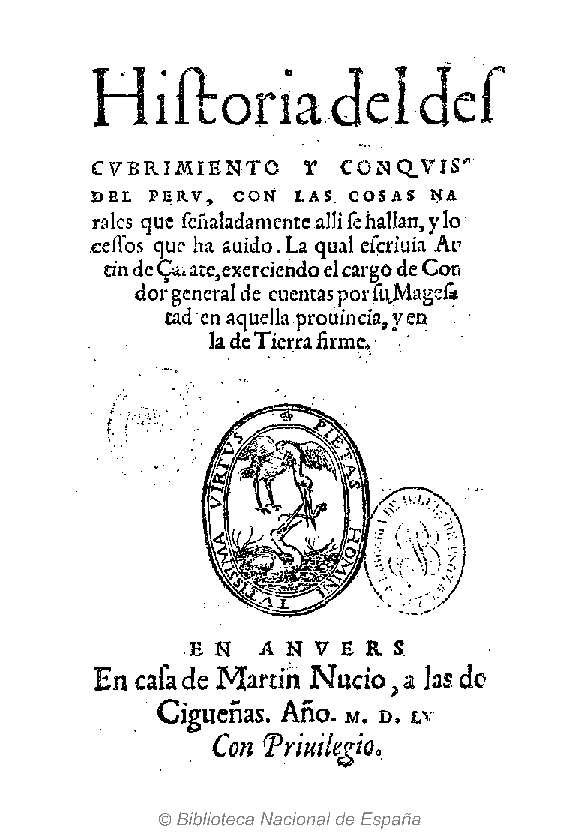
Historia del descubrimiento y conquista del Perú, con las cosas naturales que señaladamente allí se hallan, y los sucessos que ha auido la qual escriuia Augustin de Çarate... 1555.

Durante quince años fue contador del Consejo de Castilla y en 1543 fue nombrado contador de mercedes para el Virreinato del Perú y Tierra Firme.
Llegó a América, al Virreinato del Perú, en 1544 en la expedición del primer virrey, Blasco Núñez de Vela. Estando en este puesto la Audiencia de Lima le nombró como negociador entre los encomenderos, que estaban al mando de Gonzalo Pizarro y el virrey. En plenas negociaciones fue apresado por Gonzalo Pizarro.

### Vuelta a España
En 1545 volvió a la Península donde hizo frente a una acusación de traición. En la corte y por encargo del príncipe, el futuro Felipe II, escribió una historia y descubrimiento del Perú, que narraba tanto la conquista por parte española como acontecimientos anteriores, teniendo como límite cronológico la muerte de Gonzalo Pizarro.
En 1555 recibe un nuevo destino dentro de la administración fiscal y se establece en Guadalcanal (Sevilla) para asegurar el orden en el beneficio del mineral y la recaudación de los derechos estatales de las importantes minas de plata que se acababan de descubrir en esa localidad.

## Legado Literario
La obra Historia del descubrimiento y conquista del Perú, fue impresa en 1555 en Amberes, donde se encontraba ejerciendo la gobernación de la Hacienda de los Países Bajos, cargo que le proporcionó el emperador Carlos I como recompensa de sus buenos servicios en América.
La obra fue impresa con el título de Historia del descubrimiento y conquista de la provincia del Perú. Fue reimpresa en Venecia en 1563 y en Sevilla en 1577. Además, fue traducida al francés, al alemán, al inglés y al italiano. De gran calidad literaria, la obra no deja de hacer patente la concepción personal del autor en la narración de unos hechos en los cuales, en muchos de ellos, él tomó parte en.